# Henri de Toulouse-Lautrec
Henri-Marie-Raymond de Toulouse-Lautrec-Montfa (Albi, 24 novembre 1864 – Saint-André-du-Bois, 9 settembre 1901) è stato un pittore francese, tra le figure più significative dell'arte del tardo Ottocento.

## Biografia

### Origini familiari
Henri de Toulouse-Lautrec nacque il 24 novembre 1864 in uno dei palazzi di famiglia, l'Hôtel du Bosc presso Albi, una cittadina del Meridione della Francia a ottanta chilometri di distanza da Tolosa. La sua era una delle famiglie più prestigiose di Francia; i Toulouse-Lautrec si consideravano discendenti da Raimondo V conte di Tolosa, padre di Baudouin, che nel 1196 avrebbe dato origine alla stirpe contraendo matrimonio con Alix, viscontessa di Lautrec. La famiglia regnò per secoli sull'Albigese, i cui discendenti ebbero un ruolo rilevante durante le Crociate, ma che tuttavia non mancavano di compiacersi con le Belle Arti: nel corso dei secoli, infatti, furono numerosi i Toulouse-Lautrec che si interessavano di disegno, tanto che la nonna di Henri un giorno disse: «Se i miei figli a caccia prendono un uccello, ne ricavano tre piaceri: sparargli, mangiarlo e disegnarlo».
I genitori di Henri erano il conte Alphonse-Charles-Marie de Toulouse-Lautrec-Montfa (1838-1913) e la contessa Adèle-Zoë-Marie-Marquette Tapié de Céleyran (1841-1930), ed erano cugini primi (le madri degli sposi erano sorelle). Era usanza delle famiglie nobiliari sposarsi tra consanguinei, così da preservare la purezza del sangue blu, e neanche Alphonse e Adèle si sottrassero a questa tradizione, celebrando il matrimonio in data 10 maggio 1863. Quest'unione tuttavia si rivelò incompatibile; il padre di Lautrec, il conte Alphonse, era un bizzarro esibizionista ed un insaziabile dongiovanni che amava dedicarsi all'ozio e ai passatempi dei ricchi, frequentando l'alta società e seguendo la caccia e l'ippica (era un assiduo frequentatore delle corse a Chantilly). Queste sono le parole che rivolse al figlio quando compì dodici anni:
(Alphonse de Toulouse-Lautrec)
Furono queste parole di estremo conforto per Henri, soprattutto nei momenti più difficili, ma che erano incompatibili con il suo temperamento indomito, dal quale fu eccitato ad avventurarsi nel buio dei cabaret parigini e non tanto nei campi all'aria aperta. Altrettanto conflittuale fu il rapporto tra Toulouse-Lautrec e la madre, una donna notoriamente pia, riservata e amorevole, ma anche bigotta, isterica, possessiva, moralista e ipocondriaca. «Mia madre: la virtù impersonificata! Soltanto ai calzoni rossi della cavalleria [si tratta dell'uniforme vestita dal padre, ndr] non ha saputo resistere» avrebbe poi detto Henri una volta divenuto adulto; nel corso della sua vita, infatti, Toulouse-Lautrec si emancipò sempre di più dall'influenza materna, sino a divenire un bohèmien del tutto dissimile dal nobile aristocratico che la madre voleva che diventasse. Nonostante i vari attriti talora esistenti, tuttavia, Adèle non mancò di stare vicino al figlio, anche nei suoi momenti più difficili.
Questo matrimonio tra consanguinei, però, oltre alle incompatibilità caratteriali presenti tra i due coniugi comportò gravi conseguenze nel patrimonio genetico del figlio: non era raro, infatti, che nella famiglia Toulouse-Lautrec nascessero figli deformi, malati, o addirittura morenti, come il secondogenito Richard che, nato nel 1868, perì in tenera infanzia. La famiglia nel XIX secolo apparteneva alla tipica aristocrazia di provincia, proprietaria terriera, e conduceva una vita agiata tra i vari castelli di proprietà nel Midi e nella Gironde grazie ai proventi dei loro vigneti e poderi. A Parigi erano proprietari di appartamenti nei quartieri residenziali e possedevano una tenuta di caccia nel Sologne. Politicamente si schierava tra i legittimisti e non a caso Lautrec venne chiamato Henri, in omaggio al pretendente al trono, il conte di Chambord.

### Infanzia

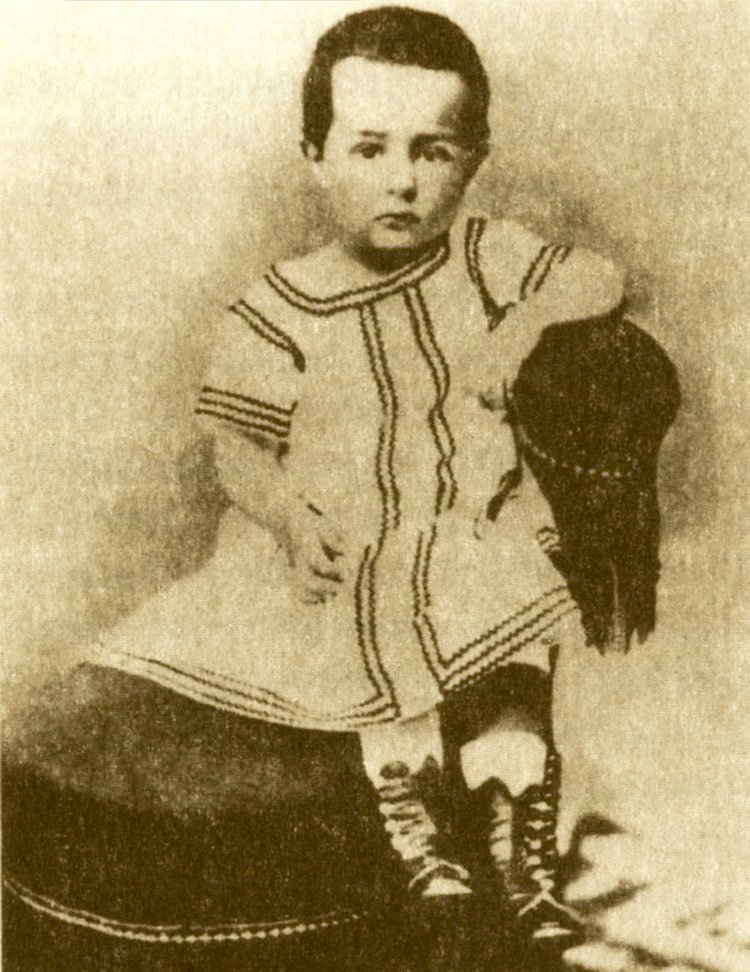
Toulouse-Lautrec in una foto scattata nel 1867 circa, quando il futuro pittore non aveva che tre anni.

Il giovane Henri ebbe un'infanzia idillica, vezzeggiato com'era nei vari castelli di proprietà della famiglia, dove poteva godere della compagnia di cugini, amici, cavalli, cani, falconi. La sua fanciullezza non risentì minimamente del fatto che i genitori, pur rimanendo formalmente in matrimonio, dopo la morte del secondogenito vivevano separatamente, complice anche un'incompatibilità di carattere così marcata: pur non mancando di frequentare il padre, Henri andò a vivere dalla madre, dalla quale era affettuosamente chiamato petit bijou [gioiellino] o bébé lou poulit [bambino grazioso]. Per il giovane Toulouse-Lautrec la madre era un imprescindibile punto di riferimento, soprattutto alla luce della futura vita bohèmienne del pittore.
Nel 1872 Lautrec seguì la madre a Parigi per frequentare il Lycée Fontanes (oggi Liceo Condorcet). Qui conobbe Maurice Joyant, di origine alsaziana, che divenne suo amico fidato, ed il pittore animalista René Princeteau, prezioso conoscente del padre. Sia Joyant che Princeteau riconobbero presto il genio di Henri e lo incoraggiarono apertamente: il bambino, d'altronde, disegnava già da quando aveva quattro anni e il confronto con pittori di una certa levatura certamente accrebbe la sua sensibilità artistica. A dieci anni, tuttavia, la sua fragile salute iniziò infatti a deteriorarsi quando si scoprì che soffriva di una deformazione ossea congenita, la picnodisostosi, che gli procurava forti dolori (alcuni medici, tuttavia, avanzarono l'ipotesi che si potesse essere trattato di osteogenesi imperfetta).
La madre, preoccupata dalla cagionevolezza del figlio, lo prelevò dal Lycée Fontanes (poi Condorcet) di Parigi, lo allocò presso tutori privati nella magione familiare di Albi e tentò di sottoporlo a cure termali, nel tentativo di alleviare il suo dolore. Fu tutto inutile: né le terapie dalla madre, né le riduzioni delle due importanti fratture della testa del femore sortirono alcun effetto e, anzi, l'andatura di Toulouse-Lautrec iniziò a farsi caracollante, le sue labbra si inturgidirono e i suoi lineamenti diventarono grottescamente volgari, così come la lingua, dalla quale egli derivò vistosi difetti di pronuncia. Nel 1878, ad Albi, nel salone della casa natale, Henri cadde sul parquet mal incerato e si ruppe il femore sinistro; l'anno successivo, durante un soggiorno a Barèges, mentre aveva ancora l'apparecchio ortopedico alla gamba sinistra, cadendo in un fossato si ruppe l'altra gamba. Queste fratture non guarirono mai e gli impedirono un corretto sviluppo scheletrico: le sue gambe smisero infatti di crescere, così che da adulto, pur non essendo affetto da vero nanismo, rimase alto solo 1,52 m, avendo sviluppato un busto normale ma mantenendo le gambe di un bambino.

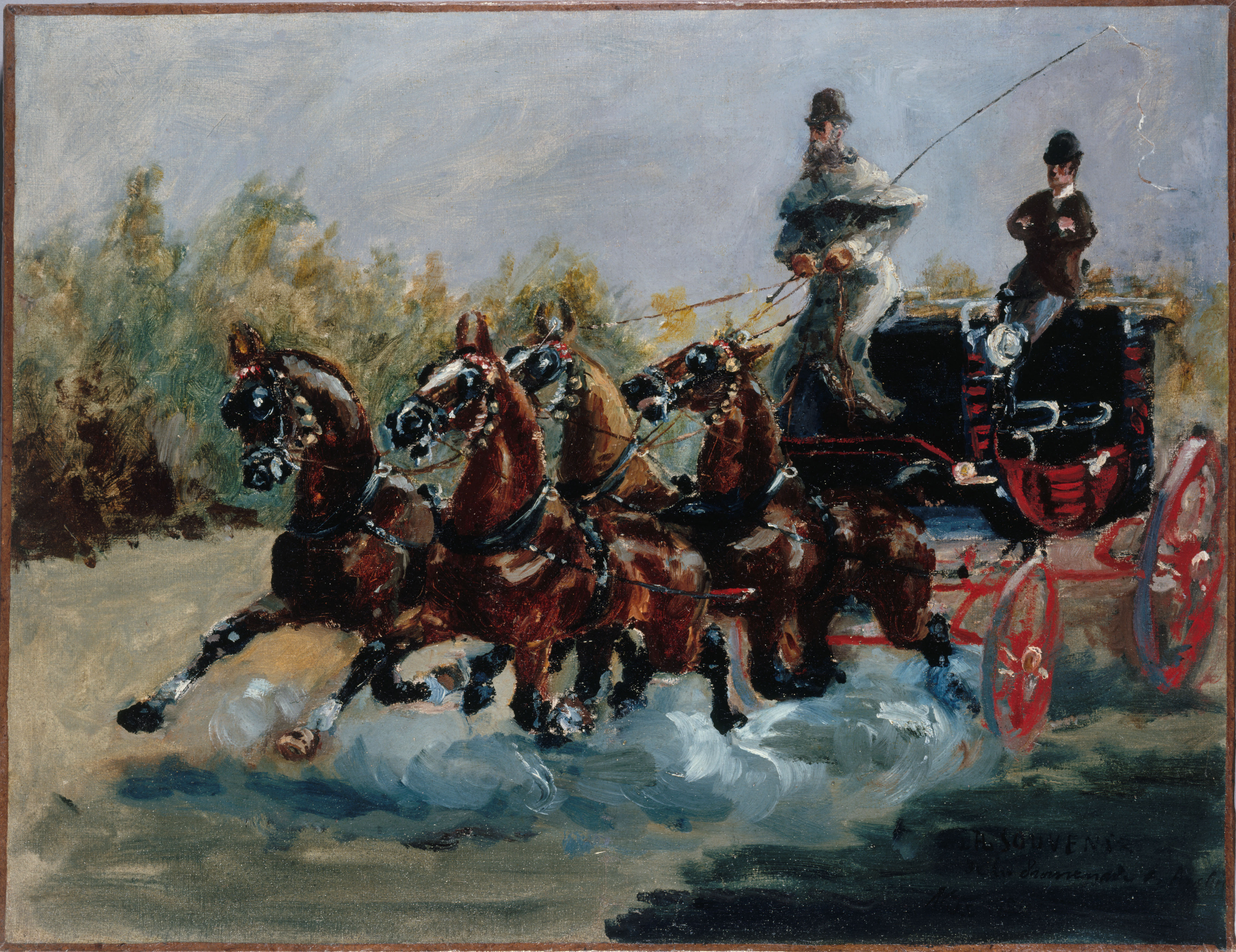
Henri de Toulouse-Lautrec, Alphonse de Toulouse-Lautrec alla carrozza (1881); olio su tela, 38.5×51 cm, Petit Palais, Parigi. Nonostante gli evidenti impacci stilistici, questo dipinto è molto interessante perché denota un'impaginazione dinamica, sorprendente considerando che Toulouse-Lautrec, quando lo realizzò (nel 1881) non aveva ancora ricevuto una formazione artistica professionale.

I lunghi periodi di convalescenza in sanatorio costrinsero Henri all'immobilità, momenti che gli risultavano certamente sgraditi e noiosi. Fu in quest'occasione che Toulouse-Lautrec, per ammazzare il tempo, approfondì la propria passione per la pittura, coltivandola con forza e dedizione sempre maggiori, disegnando incessantemente su quaderni da disegno, album e pezzetti di carta. A questo periodo sono databili una serie di esili quadretti che, pur non palesando il genio dell'enfant prodige, denotavano certamente una mano sciolta, sicura e una perizia tecnica molto sviluppata. I soggetti di questi primi cimenti pittorici sono legati al mondo equestre: il critico Matthias Arnold osservò che «i cavalli, se non poteva cavalcarli, voleva almeno saperli dipingere!». Cani, cavalli e scene di caccia erano d'altronde soggetti familiari al giovane Henri (che crebbe sotto il segno della passione paterna per l'equitazione) ma anche indicati per la formazione dei giovani pittori. Non va ignorato, inoltre, il fatto che con la realizzazione di opere come Souvenir d'Auteuil e Alphonse de Toulouse-Lautrec alla carrozza Henri tentava disperatamente di guadagnarsi la stima del padre: Alphonse, infatti, aveva da sempre desiderato di poter rendere suo figlio un gentiluomo con gli hobby dell'equitazione, della caccia e della pittura (sia lui che i fratelli Charles e Odon erano pittori dilettanti), e in quel momento si ritrovava invece un figlio costretto a letto e fisicamente deforme.
Secondo un racconto forse apocrifo, a chi lo derideva per la bassa statura, Lautrec rispondeva: «Ho la statura del mio casato», citando la lunghezza del suo cognome nobiliare (de Toulouse-Lautrec-Montfa). Questa battuta pronta, seppur brillante, non rendeva tuttavia Toulouse-Lautrec fisicamente adatto a partecipare alla maggior parte delle attività sportive e sociali solitamente intraprese dagli uomini del suo ceto sociale: fu per questo motivo che egli si immerse completamente nella sua arte, trasformando quello che era un iniziale passatempo in una vocazione. Dopo aver faticosamente conseguito la maturità liceale, nel novembre 1881 Henri annunciò ai genitori di non voler perdere ulteriore tempo e di diventare pittore; i genitori assecondarono pienamente la sua scelta. «Di una resistenza dei genitori ai progetti del figlio, tema ricorrente nelle biografie di artisti, non ci è giunta per i Toulouse-Lautrec alcuna notizia» osserva ancora l'Arnold «se Lautrec in seguito ebbe dei contrasti con i parenti non fu perché dipingeva, ma per ciò che dipingeva e come». Bisogna ricordare, tuttavia, che negli esordi artistici di Henri i soggetti prescelti per i suoi dipinti restavano nel solco della tradizione, e ciò certamente non dovette destare preoccupazioni familiari.

### Formazione artistica
Consapevole che non sarebbe mai riuscito a plasmare Henri a propria immagine e somiglianza, Alphonse accettò la scelta del figlio e chiese consiglio a quanti, fra i suoi amici, praticavano la pittura, ovverosia Princeteau, John Lewis Brown e Jean-Louis Forain, che gli consigliarono di incoraggiare la passione del figlio e di incanalarla nella tradizione accademica. Toulouse-Lautrec in un primo momento pensò di seguire le lezioni di Alexandre Cabanel, pittore che dopo aver stupito nel 1863 il pubblico del Salon con la sua Venere godeva di notevole prestigio artistico ed era in grado di garantire ai propri discepoli un futuro brillante. Il sovrannumero di richieste, tuttavia, dissuase Henri dal seguirne le lezioni.

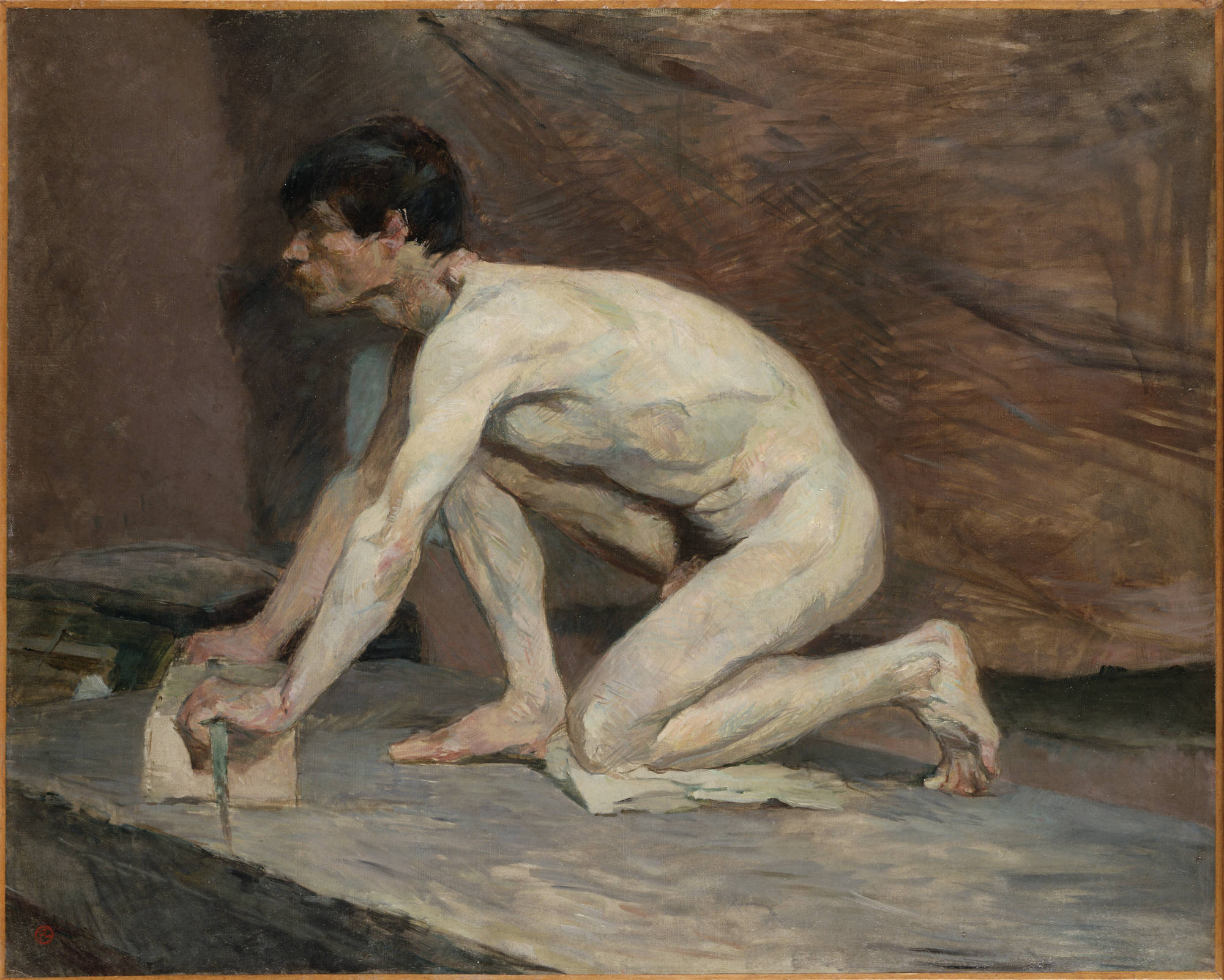
Henri de Toulouse-Lautrec, Il lucidatore di marmo (1882–87); olio su tela, 81.3×65.6 cm, Princeton University Art Museum. L'opera, con tutta probabilità, è stata realizzata durante l'apprendistato di Toulouse-Lautrec presso il Cormon.

Toulouse-Lautrec, pur essendo in possesso di una discreta perizia tecnica, comprendeva di essere ancora immaturo sotto il profilo pittorico e sapeva di avere assolutamente bisogno di perfezionare la propria mano sotto la guida di un artista accademico di solida fama. Fu per questo motivo che, nell'aprile del 1882, egli optò per i corsi di Léon Bonnat, pittore che godeva di una grande popolarità nella Parigi dell'epoca e che, successivamente, formò anche Edvard Munch. Il servizio didattico erogato da Bonnat prevedeva una pratica del disegno condotta con ferrea disciplina: Toulouse-Lautrec studiò con fervore e dedizione quanto gli veniva assegnato, anche se alla fine la sua passione per la pittura non mancò di generare notevoli attriti con il maestro. «La pittura non è niente male, questo è eccellente, insomma ... niente male. Ma il disegno è veramente terribile!» borbottò una volta Bonnat al discepolo: Toulouse-Lautrec ricordò con grande rammarico questo rimprovero, anche perché le sue opere - seppur ancora acerbe, in un certo senso - denotavano già un grande talento grafico e pittorico.
Fortunatamente il discepolato con Bonnat non durò a lungo. Dopo soli tre mesi di pratica, infatti, Bonnat chiuse lo studio privato perché fu nominato professore all'École des Beaux-Arts. Lautrec, in seguito a quest'evento, entrò nello studio di Fernand Cormon, un pittore da salotto illustre come il Bonnat ma che, pur mantenendosi nel solco della tradizione, tollerava le nuove tendenze avanguardiste e, anzi, dipingeva egli stesso soggetti inconsueti, come quelli preistorici. Nello stimolante atelier di Cormon a Montmartre Toulouse-Lautrec venne a contatto con Emile Bernard, Eugène Lomont, Albert Grenier, Louis Anquetin e Vincent van Gogh, che era di passaggio nella capitale francese nel 1886. «Gli sono piaciuti soprattutto i miei disegni. Le correzioni di Cormon sono molto più benevole di quelle di Bonnat. Osserva tutto quello che gli si sottopone e incoraggia molto. Vi stupirete, ma questo mi piace meno! Le sferzate del mio precedente patrono facevano male, e io non mi risparmiavo. Qui mi sono un po' infiacchito e devo farmi forza per fare un disegno accurato, visto che agli occhi di Cormon uno peggiore sarebbe già stato sufficiente» scrisse una volta Henri ai genitori, tradendo dietro un'apparente modestia la soddisfazione di esser stato lodato da un pittore prestigioso come Cormon (oggi considerato di secondaria importanza, vero, ma all'epoca assolutamente di primo grido).

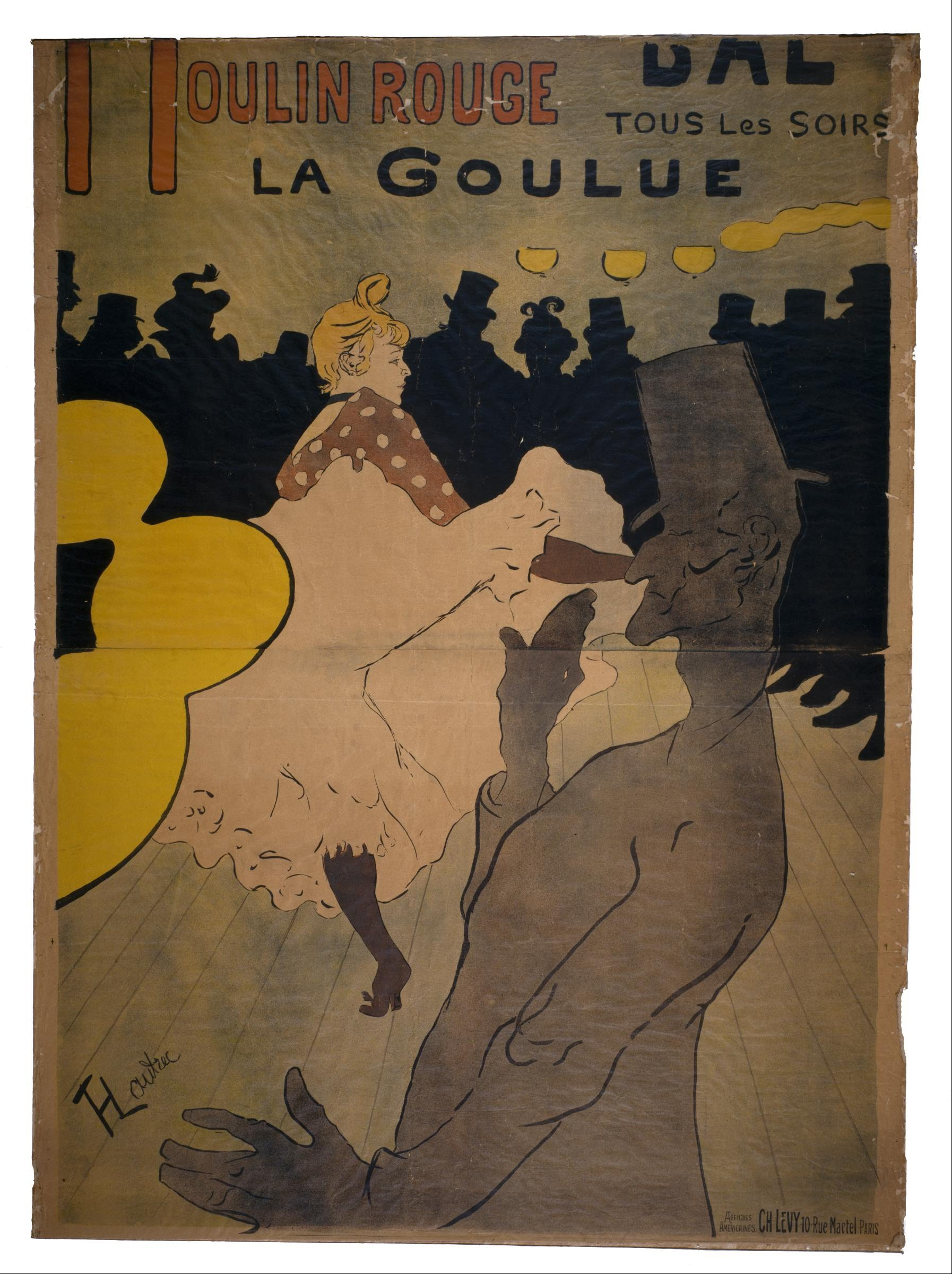
Henri de Toulouse-Lautrec, Moulin Rouge (1891); stampa, 116.8x167.6 cm, Museum of Fine Arts, Houston

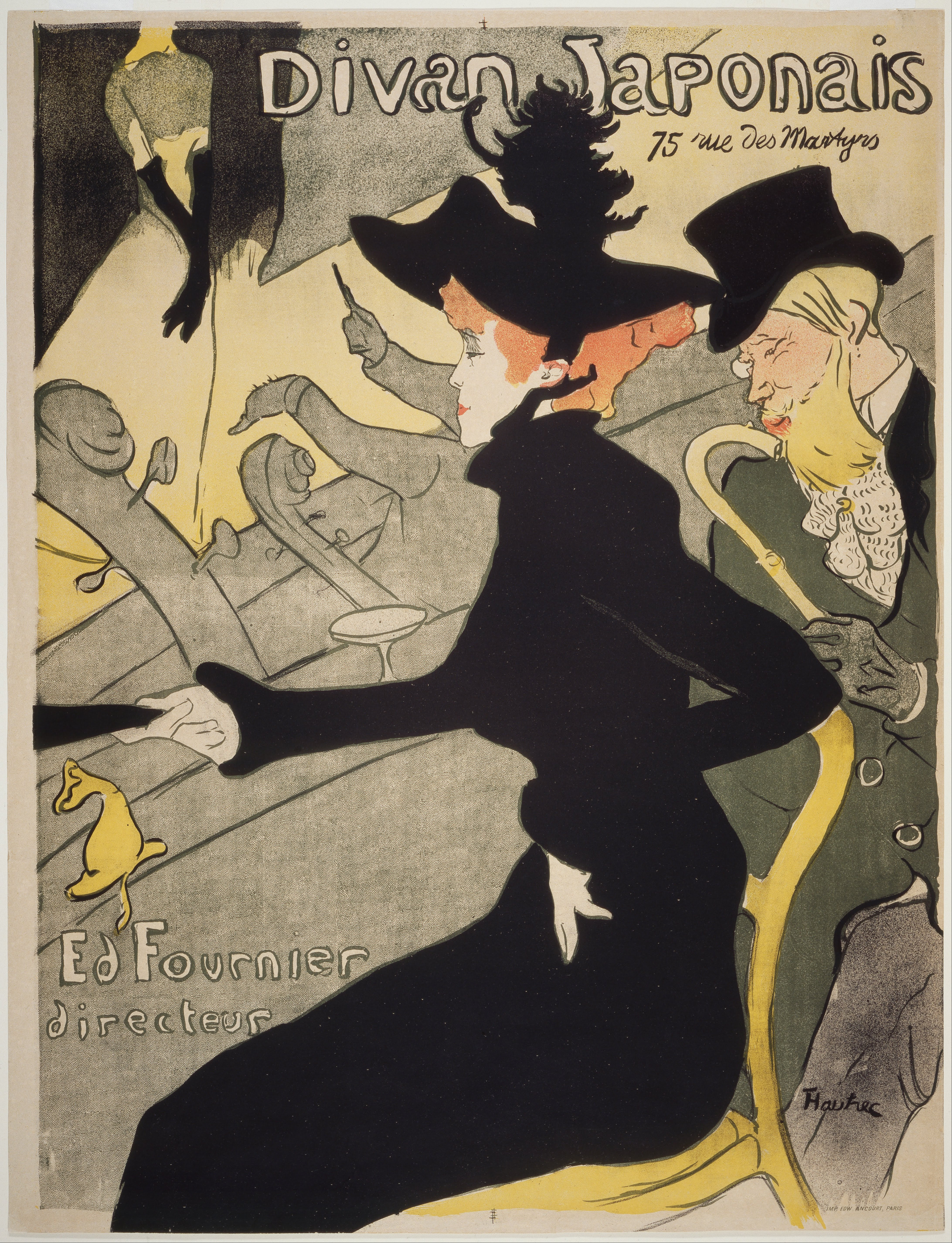
Henri de Toulouse-Lautrec, Divan Japonais (1893); stampa, 81×62,3 cm, Museum of Fine Arts, Boston

### Maturità artistica
Sentendosi influenzato negativamente dalle formule accademiche, nel gennaio del 1884 Toulouse lasciò l'atelier di Cormon e ne fondò uno proprio a Montmartre. Si tratta questa di una scelta assai significativa: Henri infatti non scelse un quartiere che si confacesse alle sue origini aristocratiche, quale poteva essere quello intorno a place Vendôme, bensì preferì ad esso un sobborgo vivace, colorito, ricco di cabaret, di café-chantants, di case di tolleranza e di locali di dubbia fama, quale era Montmartre (di queste interessanti peculiarità se ne parlerà nel paragrafo Toulouse-Lautrec: l'astro di Montmartre). I genitori furono scandalizzati dalle preferenze di Henri: la madre, infatti, mal tollerava che il suo primogenito risiedesse in un quartiere che riteneva moralmente discutibile, mentre il padre temeva che in tal modo si sarebbe potuto infangare il buon nome della famiglia, e perciò impose al figlio di firmare le sue prime opere con pseudonimi (come Tréclau, anagramma di «Lautrec»). Toulouse-Lautrec, spirito vulcanico ed insofferente ai freni, inizialmente si adeguò a questa prescrizione, per poi finire a firmare i quadri con il suo nome o con un elegante monogramma recante le sue iniziali.
Con il suo carisma spiritoso e cortese, il petit homme [ometto] familiarizzò molto presto con gli abitanti di Montmartre e con gli avventori dei suoi locali. Qui, infatti, si diede a un'esistenza sregolata e anticonformista, squisitamente bohémienne, frequentando assiduamente locali come il Moulin de la Galette, il Café du Rat-Mort, il Moulin Rouge e traendo da essi la linfa vitale che animò le sue opere d'arte. Toulouse-Lautrec non disdegnò affatto la compagnia di intellettuali e artisti, e le sue simpatie nei confronti della consorteria dei dandies sono ben note. Egli, tuttavia, preferì porsi dalla parte dei diseredati, delle vittime: pur essendo di matrice aristocratica, infatti, egli stesso si sentiva un escluso, e ciò certamente alimentò il suo affetto per le prostitute, per i cantanti sfruttati e per le modelle che bazzicavano intorno a Montmartre. Un amico lo avrebbe ricordato in questi termini: «Lautrec aveva il dono di accattivarsi le simpatie di tutti: non aveva mai parole provocatorie per nessuno e non cercava mai di fare dello spirito a spese degli altri». Il suo corpo grottescamente deforme non costituiva poi impedimento a dongiovannesche avventure: infuocatissima fu la relazione sentimentale che lo legò con Suzanne Valadon, un'ex acrobata circense che dopo un incidente decise di cimentarsi coi pennelli. La loro storia d'amore finì poi burrascosamente e la Valadon tentò persino il suicidio nella speranza di farsi sposare dall'artista di Montmartre, che alla fine la ripudiò.
Furono questi anni assai fecondi anche sotto il profilo artistico. Importantissima, in tal senso, l'amicizia con Aristide Bruant: era costui uno chansonnier che fece fortuna con battute salaci ed irriverenti rivolte al pubblico e che «aveva affascinato Lautrec con gli atteggiamenti da ribaldo anarchico mescolati a esplosioni di ingenua tenerezza, con le manifestazioni di una cultura in fondo modesta, cui dava colore la volgarità verbale» (Maria Cionini Visani). Nel 1885 il Bruant, legato al Lautrec da una sincera e vicendevole stima, accettò di cantare al Les Ambassadeurs, uno dei caffè-concerto più rinomati degli Champs-Élysées, se e solo se il proprietario fosse stato disposto a pubblicizzare il suo evento con un manifesto appositamente disegnato dall'artista. Ancora più clamoroso, poi, fu il manifesto che nel 1891 realizzò per il Moulin Rouge, grazie al quale sia lui che il locale divennero famosi di colpo. Da quell'anno in poi capolavori destinati a divenire illustri si seguirono a ritmi sempre più incalzanti: si ricordano, in particolare, Al Moulin Rouge (1892-95), Al Salon di rue des Moulins (1894) e il Salottino privato (1899).
Egli, inoltre, partecipò assiduamente alle varie mostre ed esposizioni d'arte europee, e arrivò persino a tenerne di proprie. Fondamentale, in tal senso, è stata l'intercessione del pittore belga Théo van Rysselberghe, il quale dopo aver assistito al talento del pittore lo invitò nel 1888 ad esporre a Bruxelles con il gruppo dei XX, il punto d'incontro più vivace delle varie correnti dell'arte contemporanea. Anche in quest'occasione Lautrec non mancò di dare prova della sua indole sanguigna e tempestosa. Quando un certo Henry de Groux inveì contro «quello schifo dei girasoli di un certo signor Vincent [van Gogh]», Toulouse-Lautrec si lasciò vincere da un'ira furibonda e sfidò tale detrattore a duello per il giorno dopo: la lite non degenerò solo grazie al salvifico intervento di Octave Maus, che riuscì miracolosamente a placare gli animi. Vale la pena, infatti, ricordare il profondo affetto che legava Toulouse-Lautrec a Vincent van Gogh, artista oggi celeberrimo ma all'epoca misconosciuto: i due erano accomunati da una grande sensibilità, sia artistica che umana, e dalla medesima solitudine esistenziale (di questa bella amicizia oggi ci rimane un ritratto di Vincent van Gogh). Al di là degli screzi con il de Groux, Toulouse-Lautrec fu profondamente inorgoglito dall'esperienza avuta con il gruppo dei XX e anche dalle reazioni della critica, che si dichiarò colpita dall'acutezza psicologica e dalle originalità compositive e cromatiche delle opere ivi esposte. Stimolato da questo primo successo Toulouse-Lautrec partecipò regolarmente al Salon des Indèpendants dal 1889 al 1894, al Salon des Arts Incohérents nel 1889, all'Exposition des Vingt nel 1890 e nel 1892, al Circle Volnay e al Barc de Boutteville nel 1892 e al Salon de la Libre Esthétique di Bruxelles nel 1894: il successo riscosso fu tale da permettergli di inaugurare anche mostre personali, come quella del febbraio 1893 allestita presso la galleria Boussod e Valadon.

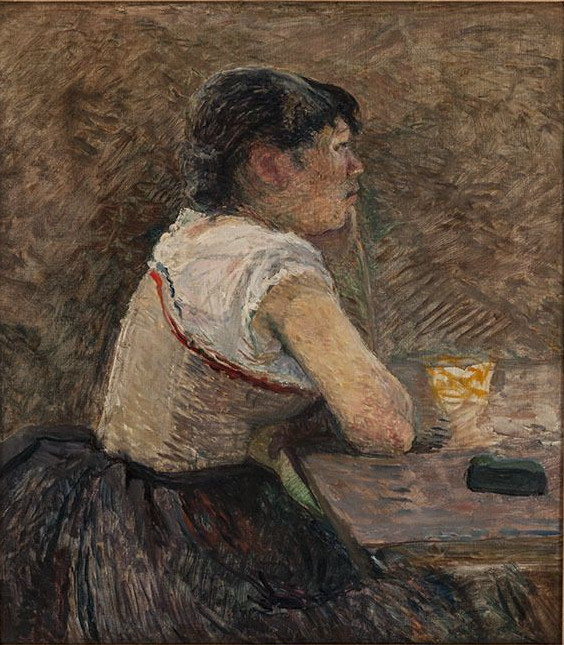
Toulouse-Lautrec, A Grenelle, Buveuse d'Absinthe, 1886, olio su tela, 55,6 x 49,2 cm, Museo Botero, Bogotà

Per rendersi conto dei percorsi artistici divergenti riguardanti Lautrec e Van Gogh, sono state prese due opere eseguite a distanza di quattro anni l'una dall'altra, facenti parte della Collezione Hazen, Joseph H. Hazen fu produttore cinematografico, collezionista e filantropo, ovvero il cupo A Grenelle, Buveuse d'Absinthe, 1886, di Toulouse Lautrec e lo stile en plein air  di Sous-bois, 1890, di Van Gogh. Chiara la differenza tra chi era di casa nella Parigi notturna e chi non si poteva permettere un tale lusso pur piacendogli. Dopo essere diventati amici nel 1886, Tolouse Lautrec invitò Van Gogh al cabaret di Aristide Bruant al Mirliton  per far conoscere il suo lavoro e al fine di installare lì una sua mostra permanente. Il progetto fallì, Il pittore olandese sarà internato al manicomio di Saint-Rémy-de-Provence per poi, dopo un anno, recarsi ad Anversa.

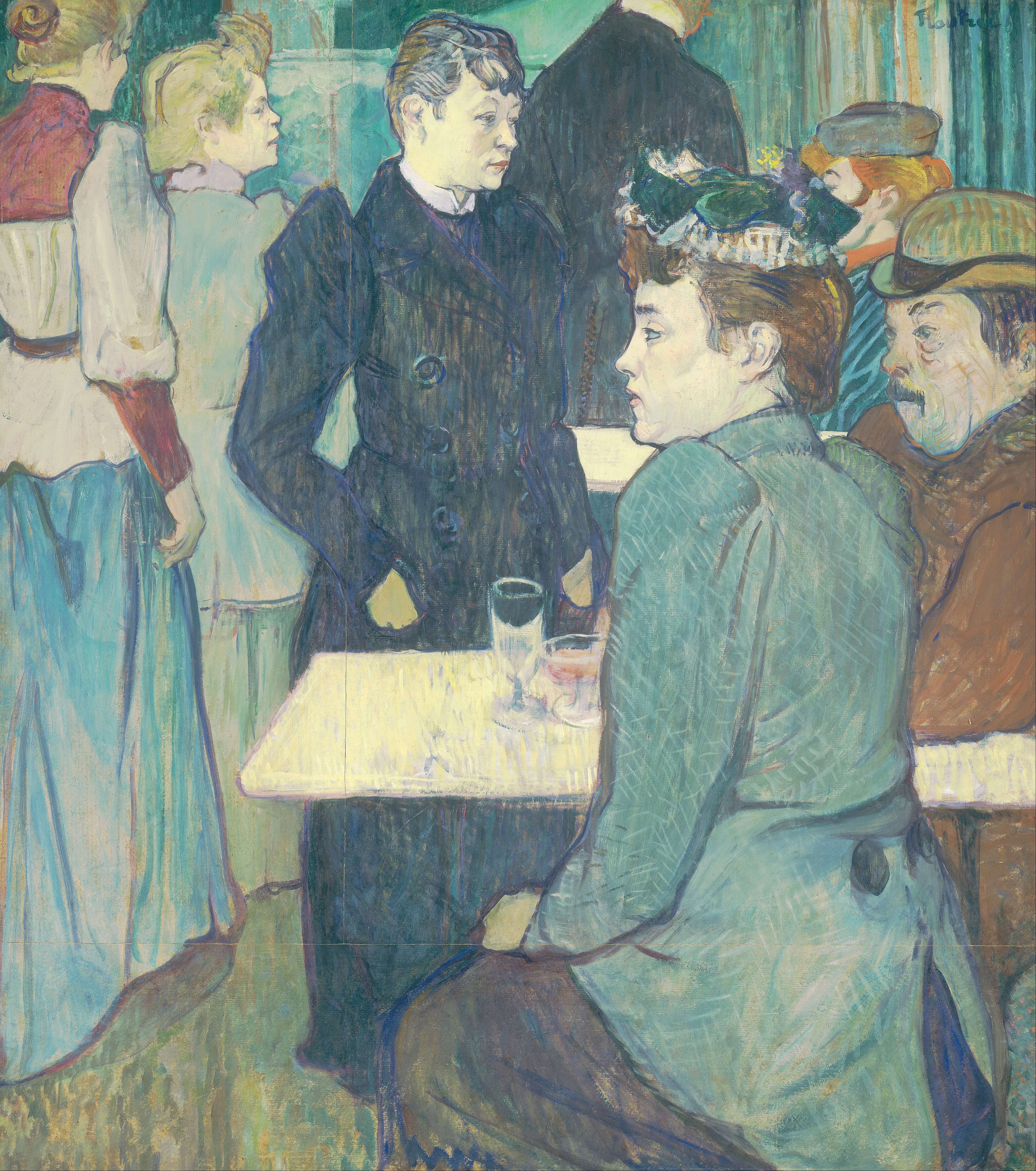
Henri de Toulouse-Lautrec, Un angolo al Moulin de la Galette (1892); olio su tavola, 100×89,2 cm, National Gallery of Art, Washington D.C.

Frequenti anche i viaggi: fu, come si è già detto, a Bruxelles, ma anche in Spagna, dove ebbe modo di ammirare Goya ed El Greco, e a Valvins. La città che più lo folgorò, tuttavia, fu Londra. Toulouse-Lautrec, infatti, parlava l'inglese molto bene ed ammirava incondizionatamente la cultura britannica: a Londra, dove si recò nel 1892, 1894, 1895 e nel 1897, egli ebbe come si può ben immaginare l'opportunità di esprimere la sua anglofilia, stringendo tra l'altro amicizia con il pittore James Abbott McNeill Whistler, del quale apprezzava molto il giapponismo e le sinfonie cromatiche, e con Oscar Wilde, alfiere del dandysmo e commediografo che miscelava sapientemente una brillante conversazione con una raffinata spregiudicatezza. La stima che nutriva verso il Whistler e il Wilde, tra l'altro, fu prontamente ricambiata: il primo dedicò al pittore un banchetto al Savoy di Londra, mentre il secondo affermò che la sua arte era «un coraggioso tentativo di rimettere al suo posto la natura».

### Ultimi anni
Ben presto, tuttavia, scoccò per Toulouse-Lautrec l'ora del crepuscolo umano e artistico. Il pittore assumeva pose da enfant terrible, e questo suo stile di vita comportò conseguenze funeste per la sua salute: prima ancora di compiere trent'anni, infatti, la sua costituzione era minata dalla sifilide, contratta nei bordelli parigini. Proverbiale era il suo appetito sessuale, e il suo essere "ben dotato" gli valse in quell'ambiente il soprannome di cafetière. L'assidua frequentazione dei locali di Montmartre, dove l'alcol veniva servito fino all'alba, portò Toulouse-Lautrec a bere senza alcun freno: fra le bevande che più consumava vi era l'assenzio, distillato dalle disastrose qualità tossiche che poteva offrirgli un rifugio consolatorio, anche se artificiale, a poco prezzo. Già nel 1897 la dipendenza dagli alcolici aveva preso il sopravvento: allo «gnomo familiare e benevolo», come scrisse Mac Orlan, subentrò così un uomo spesso ubriaco fradicio, odioso e irascibile, tormentato da allucinazioni, accessi di estrema aggressività (una volta fu pure arrestato) ed atroci fantasie paranoidi («scoppi di collera si alternavano a risate isteriche e a momenti di completa ebetudine durante i quali restava incosciente [...] il ronzio delle mosche lo esasperava, dormiva col bastone da passeggio sul letto, pronto a difendersi da possibili aggressori, una volta sparò con un fucile a un ragno sul muro» racconta la Crispino). Logorato, Toulouse-Lautrec fu costretto a sospendere la sua attività artistica, con la sua salute che degenerò nel marzo del 1899 con un violentissimo accesso di delirium tremens.
In seguito all'ennesima crisi etilica Toulouse-Lautrec, su consiglio degli amici, volle sottrarsi da quella «rara letargia» nella quale era precipitato con l'abuso degli alcolici e si fece ricoverare nella clinica per malattie mentali del dottor Sémelaigne a Neuilly. La stampa non perse occasione per screditare l'artista e le sue opere e pertanto si cimentò in una feroce campagna denigratoria: Toulouse-Lautrec, per dimostrare al mondo e ai medici di essere completamente in possesso delle sue facoltà mentali e lavorative, si immerse completamente nel disegno e riprodusse su carta dei numeri di circo ai quali aveva assistito decenni prima. Dopo soli tre mesi di degenza, alla fine, Toulouse-Lautrec fu dimesso: «Ho comprato la libertà con i miei disegni!» amava ripetere ridendo.

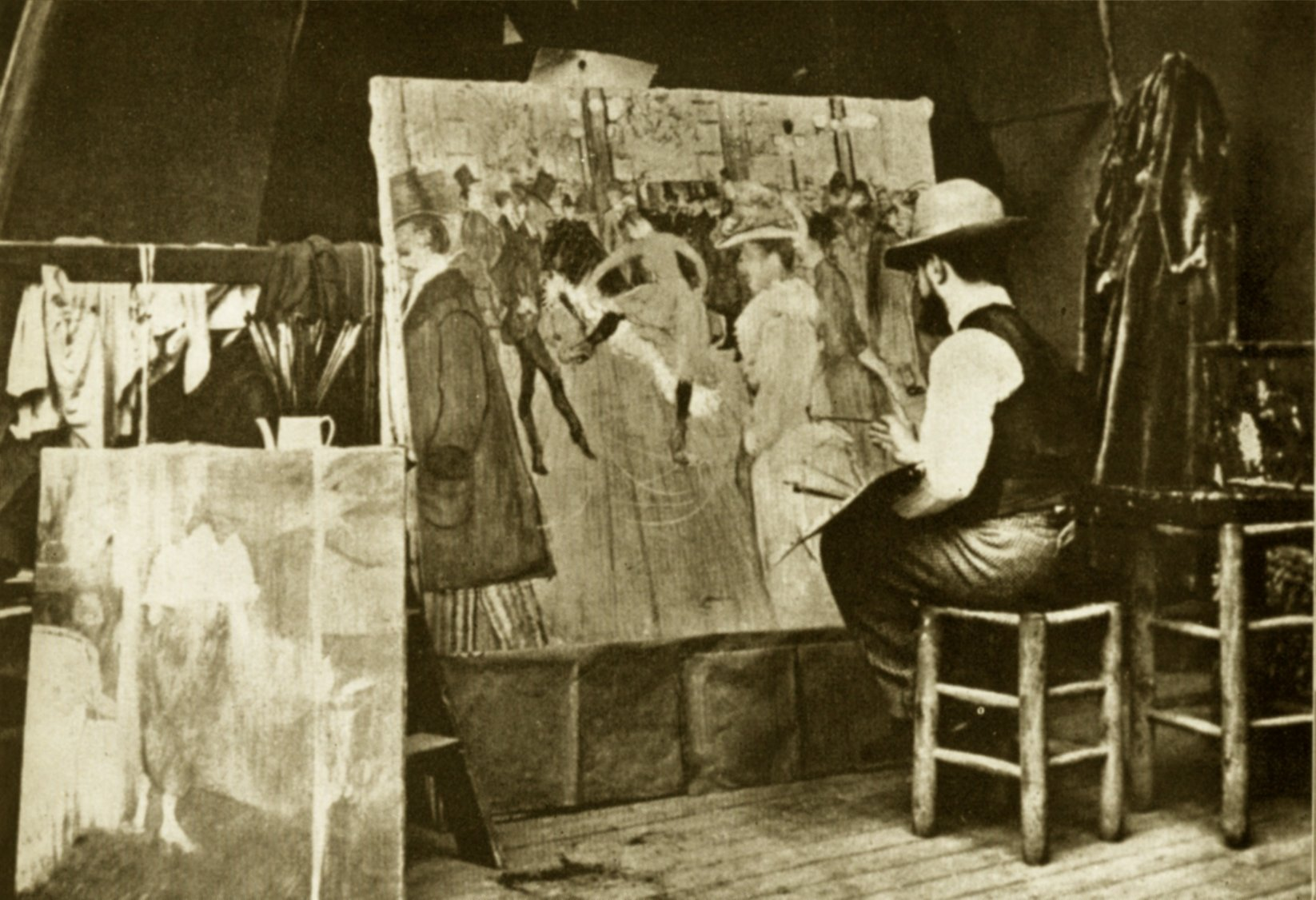
Lautrec nel suo studio al lavoro sul quadro Ballo al Moulin Rouge

Toulouse-Lautrec, in realtà, non si liberò mai della tirannia degli alcolici e, anzi, le dimissioni dalla clinica segnarono solo l'inizio dalla fine. La ripresa non fu di lunga durata e, disperato per la sua decadenza fisica e morale, nel 1890 Toulouse-Lautrec per ristabilirsi in salute si trasferì prima ad Albi, e poi a Le Crotoy, Le Havre, Bordeaux, Taussat, e ancora a Malromé, dove tentò di produrre nuovi dipinti. Ma a nulla servì questa convalescenza: le sue energie creative si erano ormai esaurite da tempo, così come la sua gioia di vivere, e anche la sua produzione iniziò a palesare una notevole caduta di qualità. «Magro, debole, con poco appetito, ma lucido come sempre e talvolta pieno del suo vecchio spirito»: così lo tratteggiava un amico. Una volta tornato a Parigi, dove le sue opere avevano iniziato a riscuotere un successo furioso, il pittore fu collocato sotto la custodia di un lontano parente, Paul Viaud: anche questo tentativo di disintossicazione, tuttavia, fu vano, siccome Toulouse-Lautrec tornò ad assumere sregolatamente alcolici e, si pensa, anche oppio. Nel 1900 sopravvenne un'improvvisa paralisi alle gambe, che fu domata grazie ad un trattamento elettrico: la salute del pittore, nonostante questo apparente successo, era tuttavia così declinante da spegnere ogni speranza.
Nell'aprile 1901, infatti, Toulouse-Lautrec tornò a Parigi per fare testamento, per portare a compimento i dipinti e i disegni lasciati incompiuti e per riordinare l'atelier: Successivamente, dopo un'improvvisa emiplegia causata da un colpo apoplettico, si trasferì dalla madre a Malromé, nel castello di famiglia, dove trascorse, tra l'inerzia e il dolore, gli ultimi giorni della sua vita. Il suo destino era segnato: per il dolore non riusciva a mangiare, e portare a compimento gli ultimi ritratti gli costò un'enorme fatica. Toulouse-Lautrec, ultimo erede della famiglia nobile sin dai tempi di Carlo Magno, si spense alle ore 2:15 del 9 settembre 1901, assistito al capezzale dalla madre disperata: aveva solo trentasei anni. Le sue spoglie furono dapprima inumate a Saint-André-du-Bois, per poi essere traslate nella vicina città di Verdelais, in Gironda.

## Contenuti

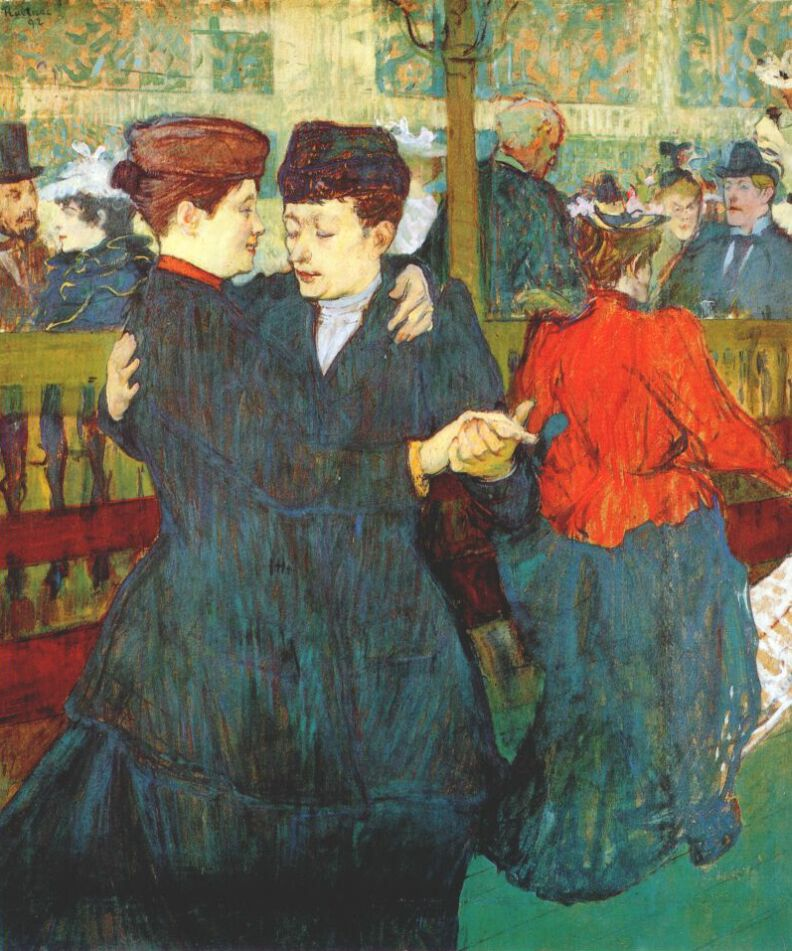
Henri de Toulouse-Lautrec, Due donne che ballano (1892); olio su tavola, 93×80 cm, Galleria Nazionale, Praga

### Toulouse-Lautrec: l'astro di Montmartre
«Accade spesso che un destino capriccioso decida di deviare il corso di eventi che sembrano scontati»: è con questa frase che la critica d'arte Enrica Crispino commenta le vicende pittoriche e, soprattutto, esistenziali di Toulouse-Lautrec, uomo che sembrava dalla nascita destinato a una vita aristocratica e che invece condusse un'esistenza tormentosa e scapestrata, consumata non negli eleganti salotti borghesi, bensì nel quartiere popolare di Montmartre.
In fatto di arte come in fatto di vita Toulouse-Lautrec non condivideva ideologie e modi di vita borghesi e si rivolgeva perciò a un'estrema libertà individuale e al rifiuto di qualsiasi norma e convenzione. La scelta di vivere a Montmartre, infatti, non fu affatto precipitosa, bensì ponderata, quasi autoimposta. Montmartre era un sobborgo che, nella sua parte alta (la Butte), era restata ancora di aspetto campestre e paesano, gremita com'era di mulini a vento, gineprai, giardini e casolari sparsi dove albergavano i ceti meno abbienti, attratti dagli affitti poco costosi: ancora ai tempi di Lautrec, poi, questa zona era oppressa dal degrado e dal malaffare, e non era raro incrociarvi, soprattutto di notte, anarchici, criminali, malintenzionati e comunardi. Questo per quanto riguarda la Butte: nella parte bassa, quella a ridosso del boulevard de Clichy, vi era invece un fulgido proliferare di cabaret, trattorie, caffè concerto, sale da ballo, mescite, music-hall, circhi e altri locali e piccoli esercizi che mescolavano una folla eterogenea e variopinta di poeti, scrittori, attori, e ovviamente artisti.
Toulouse-Lautrec adorò gravitare attorno al mondo vivace e gaudente di Montmartre, quartiere per il quale si era ormai consolidato lo status di fucina di nuove concezioni artistiche e di ardite trasgressioni. «La vera carica trasgressiva di Montmartre [consisteva proprio nella] osmosi tra le varie categorie, [nel]lo scambio tra rappresentanti del bel mondo ed esponenti del cosiddetto demi-monde, tra artisti e gente del popolo: una varia umanità dove aristocratici in cerca di sensazioni forti si trovano gomito a gomito con borghesi e arrampicatori sociali di vario genere, procedono al fianco dell'uomo della strada e si mescolano alla folla degli artisti e delle donnine allegre» racconta ancora la Crispino.

### Il ritrattista del «popolo della notte»
Agli effetti della produzione artistica lautreciana questa diversificazione sociale così massiccia risultò determinante. Toulouse-Lautrec, infatti, concepì i suoi dipinti come fedele specchio della quotidianità urbana di Montmartre, nel segno di una ripresa (e, anche, di un aggiornamento) del programma espresso da Charles Baudelaire nel 1846:
(Charles Baudelaire)

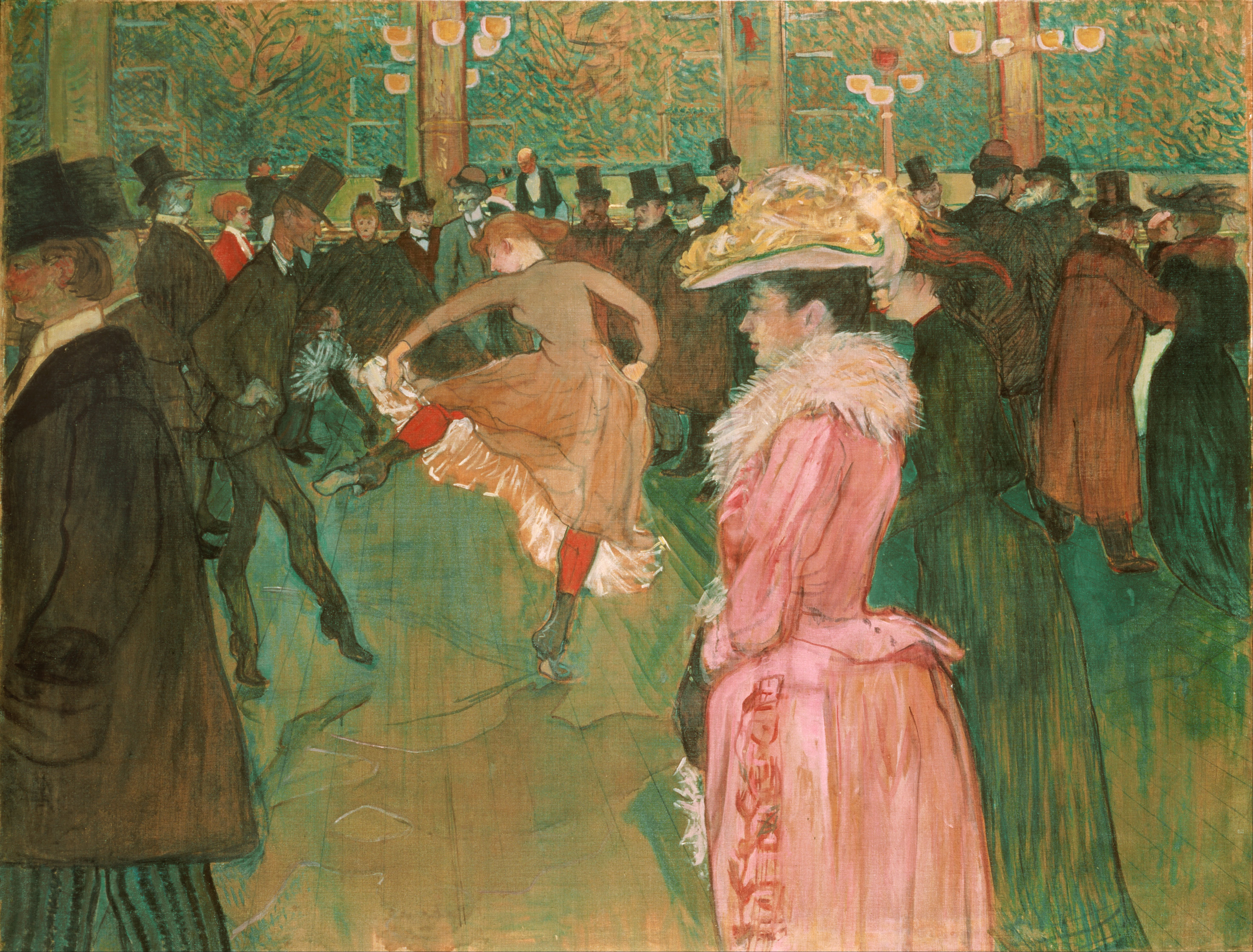
Henri de Toulouse-Lautrec, Ballo al Moulin Rouge (1889-1890); olio su tela, 115×150 cm, Museum of Art, Filadelfia

L'attuale, dunque, era assurto a categoria estetica già nella metà del secolo, quando i Realisti e gli Impressionisti iniziarono a scandagliare coraggiosamente lo scenario della quotidianità parigina, cogliendone gli aspetti più miseri, ordinari o accidentali. Con Toulouse-Lautrec, tuttavia, questa «pittura della vita moderna» pervenne ad esiti ancora più esplosivi. Se, infatti, gli impressionisti erano completamente assoggettati all'en plein air ed alla pittura di paesaggio, Toulouse-Lautrec preferì lasciarsi sedurre dal mondo della notte e dai suoi protagonisti. Non a caso, la qualità della maniera di Lautrec emerge soprattutto nei ritratti, nei quali il pittore poteva non solo confrontarsi con i «tipi» umani che popolavano Montmartre, ma anche esplorarne le peculiarità psicologiche, i tratti fisionomici significativi, nonché la loro naturale unicità: si può dire che, partendo da un volto, Toulouse-Lautrec riusciva a frugarlo e a carpirne l'intima essenza. Appare dunque evidente l'impegno ritrattista del pittore, che non a caso detestava la pittura en plein air eseguita all'aperto su soggetti immobili e si rifugiava nella lumière froide degli atelier, la quale - essendo inerte - non alterava le fisionomie dei soggetti e agevolava le operazioni di scavo psicologico: i quadri di Lautrec, per questo motivo, erano sempre realizzati in studio e richiedevano generalmente incubazioni molto lunghe. Il paesaggio, a giudizio di Lautrec, deve essere poi funzionale solo alla resa psicologica di questa comédie humaine:
(Henri de Toulouse-Lautrec)
È in questo modo che il pittore riesce a scavare nella psicologia di quanti lavoravano sotto la luce dei riflettori di Montmartre: della Goulue, celebre vedette che dopo un effimero periodo di gloria finì dimenticata per via del suo appetito insaziabile, Toulouse-Lautrec mette infatti in evidenza l'animalità predace, e lo stesso accade con il ballerino nero Chocolat, con l'agile e allampanato ballerino Valentin le Désossé, con la clownessa Cha-U-Kao, e con le attrici Jane Avril e Yvette Guilbert. L'implacabile pennello di Toulouse-Lautrec, per di più, non si limitava a raffigurare i protagonisti di Montmartre che abbiamo appena elencato, bensì si soffermava anche sugli avventori di questi locali (illustri «curiosi della notte» ritratti dal pittore sono monsieur Delaporte, monsieur Boileau) e su quanti, pur non varcando le soglie del quartiere, polarizzavano trasversalmente il suo interesse, come ad esempio Paul Sescau, Louis Pascal ed Henri Fourcade. L'occhio può essere in un primo tempo distratto dalla caleidoscopia della vita parigina colta da Lautrec, ma superato il giudizio estetico scatta improvvisa l'empatia con il pittore, che ritrae i locali di Montmartre e i suoi protagonisti in modo convincente, pacato e realistico, senza sovrapporvi canonizzazioni o, magari, giudizi morali o etici, bensì «raccontandoli» come racconterebbe qualsiasi altro aspetto della vita contemporanea.

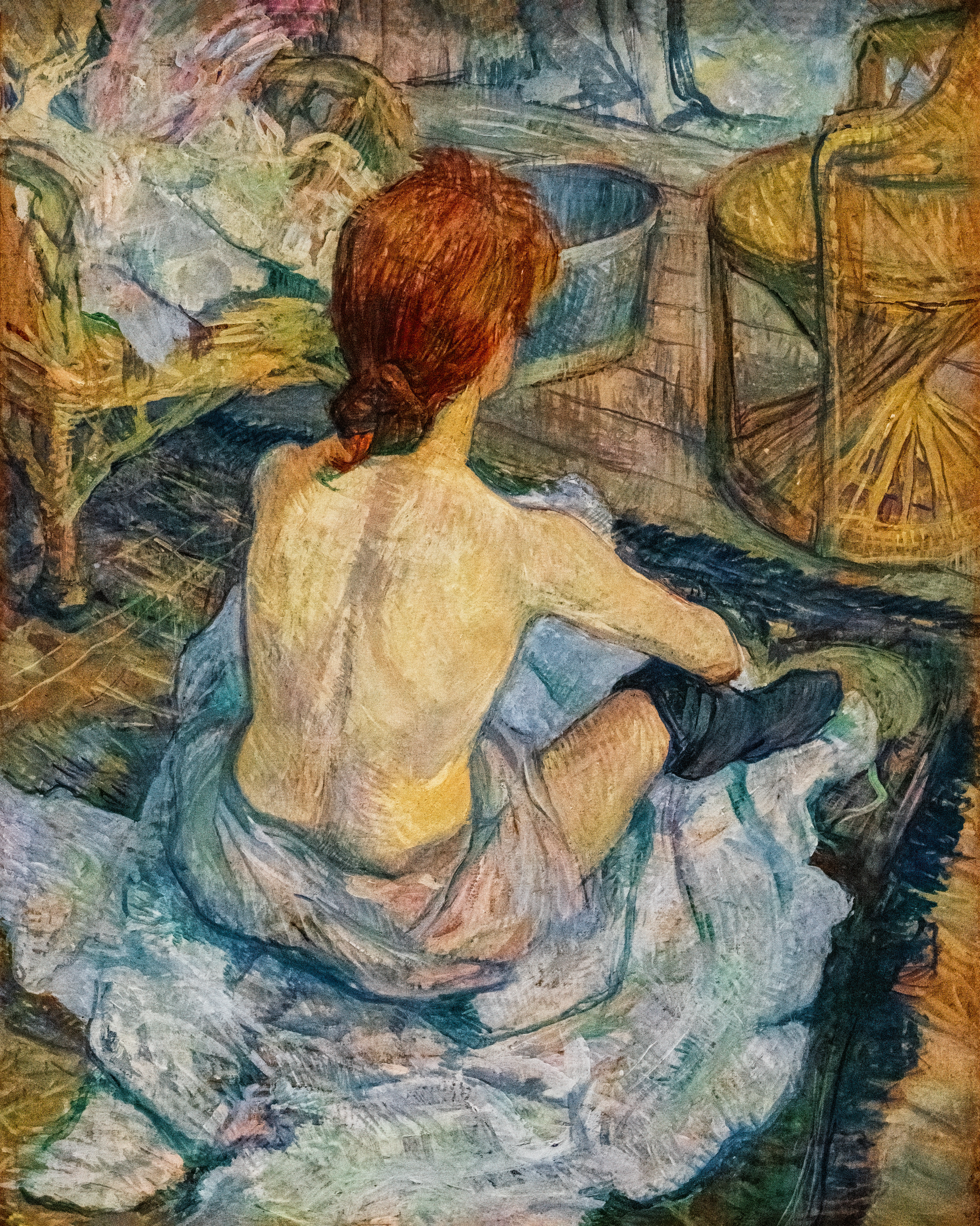
Henri de Toulouse-Lautrec, La toilette (1889); olio su cartone, 67×54 cm, museo d'Orsay, Parigi

### Il mondo dellemaisons closes
Altra ossessione tematica ricorrente nella produzione artistica di Toulouse-Lautrec è il mondo delle maisons closes, dei bordelli parigini che i borghesi e gli aristocratici frequentavano assiduamente ma che fingevano di ignorare, coprendosi di un velo di finto puritanesimo. Toulouse-Lautrec, non a caso, si sentiva estraneo a una società così ipocrita e reietta e per qualche tempo andò persino a vivere nelle case di tolleranza: come osservato dalla critica d'arte Maria Cionini Visani, d'altronde, «per Toulouse-Lautrec vivere nelle maisons di rue d'Amboie o di rue de Moulins, o distruggersi accanitamente con l'alcol, è come per Gauguin o Rimbaud andare in paesi lontani ed esotici, non attratti dall'avventura dell'ignoto, ma piuttosto respinti da quanto nel loro mondo c'era di noto».
Le case chiuse, si è detto, giocano un ruolo di assoluta preminenza nell'universo artistico lautreciano. Portando alle estreme conseguenze la sua poetica anticonformista, Toulouse-Lautrec sceglie di raffigurare i postriboli e le prostitute in modo disincantato, senza commenti e senza drammi, astenendosi dunque dall'esprimere giudizi di sorta. Non era tanto il tema a urtare la sensibilità dei benpensanti: già Vittore Carpaccio, nel Rinascimento, aveva raffigurato una scena di bordello, tematica alla quale si rifece poi anche gran parte della narrativa del XIX secolo, con La prostituta Elisa di Goncourt, Nana di Zola, La maison Tellier di Maupassant, Marthe di Huysman e Chair molle di Paul Adam. A destare tanti clamori e tante critiche furono piuttosto le modalità con cui Toulouse-Lautrec si rapportava a questa tematica: come si è avuto già modo di osservare Toulouse-Lautrec accettava la prostituzione come uno dei tanti fenomeni della realtà contemporanea e rappresentava questo mondo con dignità paradossale, senza pudori di sorta e senza ostentazione o sentimentalismi, innestando una raffigurazione senza veli della carnale violenza della realtà. Toulouse-Lautrec, si potrebbe dire, presentava il mondo delle maisons closes per quello che effettivamente era, senza idealizzare né volgarizzare le prostitute.

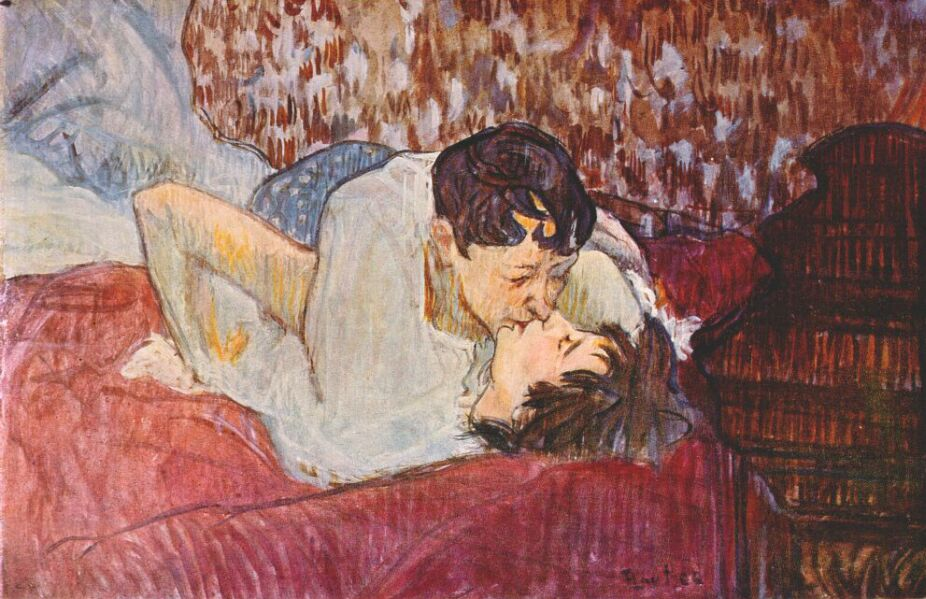
Henri de Toulouse-Lautrec, Il bacio (1892–1893), collezione privata

Le prostitute immortalate nei quadri di Toulouse-Lautrec non si nascondono agli sguardi, ma non chiedono nemmeno di sedurre, tanto che si comportano con naturale franchezza e immediatezza, senza vergogna o falsi ritegni, incapaci come sono di suscitare desiderio, voluttà. Nei numerosissimi quadri e disegni che Lautrec dedicò a questo tema le prostituées sono colte nei loro momenti più intimi e quotidiani, mentre si pettinano, mentre aspettano il cliente, mentre si infilano le calze o mentre si tolgono la camicia. In alcune opere Toulouse-Lautrec, rivelando una sensibilità altissima, arrivò persino ad approfondire i rapporti omosessuali che legavano molte delle ragazze delle maisons, stanche di saziare gli appetiti sessuali di clienti avviliti ed avvilenti: ignorando l'indignazione dei benpensanti, dai quali fu tacciato di essere un depravato, l'artista cantò inequivocabilmente la bellezza di questi amori così autentici e commoventi in opere come Il bacio a letto, A letto e Il bacio. Raramente, invece, Toulouse-Lautrec si sperticò in allusioni volgari al loro mestiere: il cliente, se presente, viene segnalato nell'opera da dettagli secondari, come cappelli lasciati sulle sedie o ombre rivelatrici, proprio perché «la sua faccia non ha importanza, o meglio, perché egli non ha volto» (Visani). Nonostante i soggetti scottanti, poi, le immagini lautreciane non sono pornografiche, sessualmente esplicite, né serbano traccia di pulsioni erotiche e voyeuristiche, come si è già avuto modo di osservare: significativa è anche la presa di distanze dalla norma accademica, per la quale soggetti scabrosi come quelli relativi al meretricio andavano opportunamente sostenuti da un'ipocrita dissimulazione estetica e cromatica (molte opere d'arte dell'Ottocento, infatti, ritraggono le maisons closes alla stregua di ambientazioni esotiche). È proprio in quest'originalità, che non concede nulla né alla pornografia né all'Accademia, che si palesa l'ingegnosità di Toulouse-Lautrec.

### Toulouse-Lautrec grafico

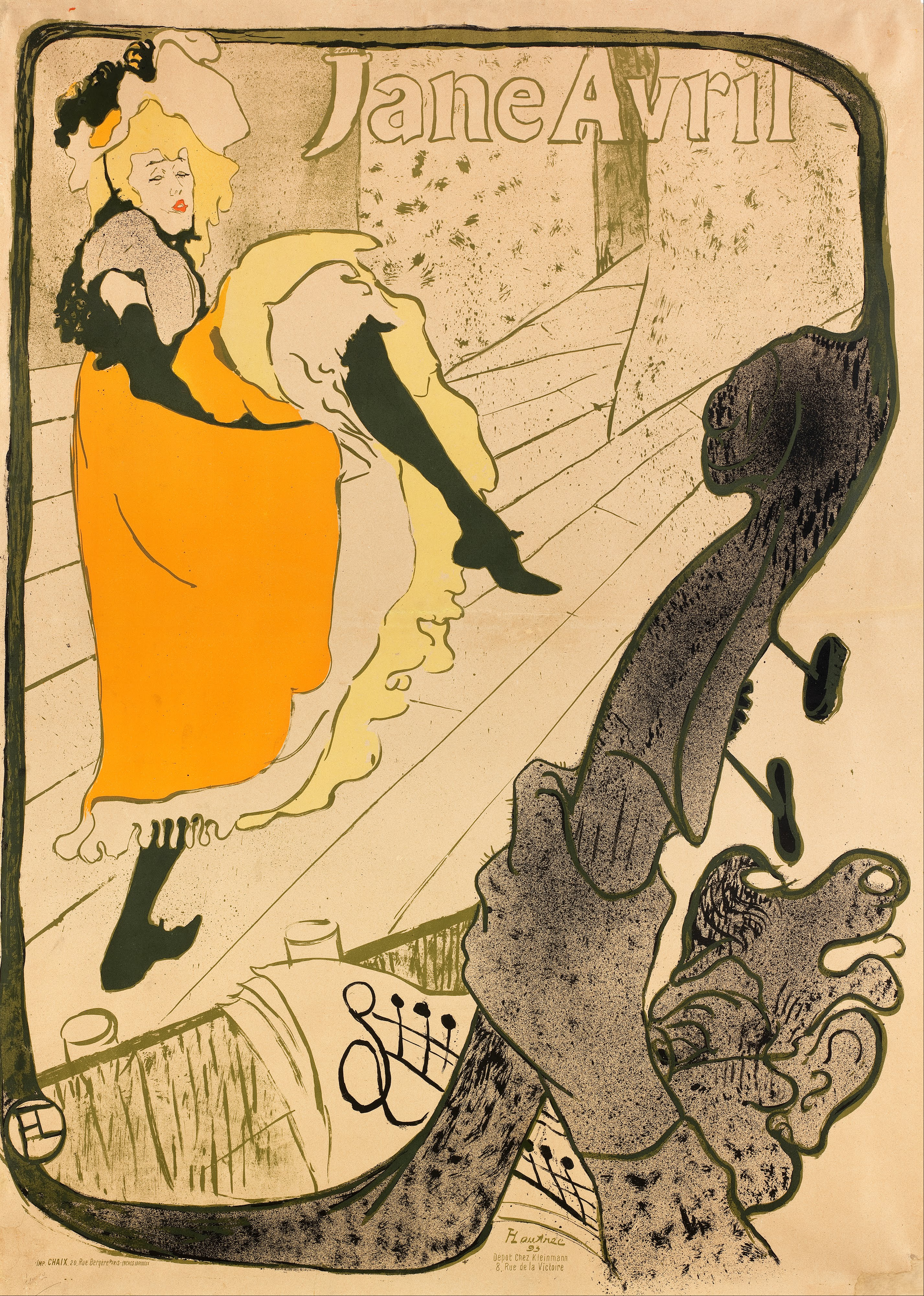
Henri de Toulouse-Lautrec, Jane Avril (1893); stampa, 127,9×91,4 cm, Nelson-Atkins Museum of Art, Kansas City

Toulouse-Lautrec è stato un instancabile sperimentatore di soluzioni formali, e la sua versatile curiosità lo portò a tentare diverse possibilità nel campo delle tecniche artistiche utilizzate. Animato da uno spirito eclettico e poliedrico, Lautrec è stato un disinvolto grafico, prima che un pittore, ed è stato proprio in tale campo che la sua arte ha raggiunto vette altissime.
L'amore per il disegno che accompagnò Toulouse-Lautrec sin da quando era bambino lo stimolò ad imparare subito la pratica litografica, la quale proprio in quegli anni stava conoscendo importanti fermenti grazie all'introduzione della «litografia a colori» ad opera dei Nabis. Una volta acquisita dimestichezza con questa tecnica artistica Lautrec arrivò a collaborare con un cospicuo numero di riviste di alto livello, fra le quali vanno citate Le Rire, il Courrier Français, Le Figaro Illustré, L'Escarmouche, L'Estampe et l'Affiche, L'Estampe Originale e, soprattutto, la Revue Blanche: con questa intensa attività da grafico Lautrec contribuì a restituire dignità a questo genere artistico, sino a quel momento considerato «minore» per via dei convenzionalismi borghesi. Ancora più importanti, poi, sono le affiches pubblicitarie che Toulouse-Lautrec realizzò serialmente per pubblicizzare i locali notturni di Montmartre. Di seguito si riporta il commento del critico Giulio Carlo Argan:
(Giulio Carlo Argan)
Mostrandosi sensibile all'influsso delle stampe giapponesi nei suoi manifesti Lautrec impiegò linee impetuose e graffianti, tagli compositivi arditi, colori intensi e piatti e liberamente distribuiti nello spazio, nel segno di uno stile sintetico e ardito in grado di veicolare disinvoltamente un messaggio nell'inconscio del consumatore e di imprimere l'immagine nella sua mente. In quelli che a ragione si possono considerare i primi prodotti della grafica pubblicitaria moderna Lautrec abiurò da ogni naturalismo artistico e rinunciò esplicitamente alla prospettiva, al chiaroscuro e a quel genere di artifici che, pur essendo indicati per opere d'arte destinate alla fruizione museale, non riuscivano a fare una buona presa nel pubblico. Lautrec, infatti, era perfettamente consapevole che, per creare un buon manufatto pubblicitario, bisognava piuttosto usare colori squillanti e applicarli omogeneamente su superfici estese, in modo tale da rendere il manifesto visibile anche da lontano, facilmente riconoscibile al primo sguardo e, soprattutto, attraente per il consumatore. Anche in questo senso Toulouse-Lautrec è un artista moderno, meritevole di aver riconvertito il tessuto metropolitano di Parigi in luogo di riflessione estetica con la capillare diffusione della sua «arte di strada», sostanziatasi di biglietti d'invito, programmi di teatro e, soprattutto, manifesti, ormai divenuti un elemento costituente del nostro paesaggio urbano.

## Fortuna critica

Il monogramma di Toulouse-Lautrec

All'inizio il successo di cui godette Toulouse-Lautrec fu molto ondivago. Molti, ad esempio, furono scandalizzati dall'eccessiva spregiudicatezza stilistica e tematica delle opere lautreciane, e perciò furono prodighi di rimproveri. Particolarmente velenoso fu il giudizio di Jules Roques, riportato nel numero del 15 settembre 1901 del Le Courrier Français, dove troviamo scritto: «Come ci sono amatori entusiasti delle corride, delle esecuzioni e di altri spettacoli desolanti, vi sono amatori di Toulouse-Lautrec. È un bene per l'umanità che esistono pochi artisti di questo genere». Certa critica, poi, si è servita della malattia che ha funestato il pittore nei suoi ultimi anni di vita per screditare la sua arte, sfruttando quel pregiudizio positivistico per il quale un dipinto dovuto a una mente malata è anch'esso malato. In questo filone si inscrivono i commenti di A. Hepp («Lautrec aveva la vocazione della casa di cura. L'hanno internato ieri e ora la pazzia, levata la maschera, firmerà ufficialmente quei quadri, quei cartelloni, dove era anonima»), di E. Lepelletier («Abbiamo torto di compiangere Lautrec, bisogna invidiarlo ... l'unico posto dove si possa trovare la felicità, è pur sempre una cella di manicomio»), di Jumelles («Abbiamo perduto qualche giorno fa un artista che si era acquistato una celebrità nel genere laido ... Toulouse-Lautrec, essere bizzarro e deforme, che vedeva tutti attraverso le sue miserie fisiche ... È morto miseramente, rovinato nel corpo e nello spirito, in un manicomio, in preda ad attacchi di pazzia furiosa. Fine triste di una triste vita») ed altri.
L'alcolismo di Lautrec, in effetti, gettò un'ombra funesta sui suoi dipinti. Altri critici, invece, furono pronti a difendere Toulouse-Lautrec dalle malignità espresse dai benpensanti e, anzi, ne encomiarono apertamente i lavori: fra quest'ultimi vanno assolutamente citati Clemenceau, Arsène Alexandre, Francis Jourdain, Thadée Natanson, Gustave Geffroy e Octave Mirbeau. Anche in questo caso, tuttavia, le implicazioni biografiche che hanno segnato l'esistenza di Toulouse-Lautrec hanno talvolta finito per prevalere sulla sua attività di pittore. Certo, questa frangia di critici non era animata dall'incomprensione o dal malanimo: eppure, anche loro - seppur per motivi diametralmente opposti - hanno imprigionato Toulouse-Lautrec nel suo personaggio, dimenticando di valutarne le effettive qualità artistiche e professionali. Oggi, in ogni caso, è un fatto universalmente assodato che le opere lautreciane vanno considerate per quel che sono, e non per le vicissitudini esistenziali che ne stanno alla base, che sono di fatto storiograficamente irrilevanti.
Pur peccando di parzialità, questi critici ebbero il merito di costruire l'intera bibliografia lautreciana: sono loro, infatti, tutti quegli articoli e quelle pubblicazioni usate dagli studiosi per conoscere la personalità del pittore e, soprattutto, per comprenderne a pieno le concezioni artistiche. Importanti i contributi di G. Coquiot (1913 e 1920), P. Leclerq (1921), P. Mac Orlan (1934), A. Astre (1938), Th. Natanson (1938 e 1952), F. Jourdain (1950, 1951, 1954), F. Gauzi (1954) e M. Tapié de Céleyran (1953). L'uomo che più di tutti ha impresso un decisivo impulso alla rivalutazione critica lautreciana è stato tuttavia Maurice Joyant, amico intimissimo del Lautrec che riuscì a rafforzarne in modo determinante la fama postuma. È stato giustamente osservato che senza Maurice Joyant probabilmente Lautrec non avrebbe raggiunto la fama che ha oggi in tutto il mondo: oltre ad aver organizzato nel 1914 una mostra di opere del pittore, infatti, Joyant nel 1922 ebbe il merito di persuadere la contessa Adéle, madre dell'artista, a donare le opere in suo possesso alla città di Albi. Fu così che il 3 luglio 1922 venne istituito ad Albi cittadina natale del pittore, il Musée Toulouse-Lautrec di Albi: l'inaugurazione venne presenziata da Léon Berard, ministro della pubblica Istruzione del tempo, che pronunciò un toccante necrologio che, malgrado i toni occasionalmente agiografici, segnò ufficialmente l'ingresso di Lautrec nel gotha degli artisti di caratura mondiale.
A partire da quell'anno un pubblico sempre più vasto si avvicinò alla sua opera e la critica lo incensò come uno dei grandi artisti del Novecento. Il culto lautreciano, invero, è stato ravvivato grazie a un incalzante succedersi di esposizioni d'arte, in Europa così come negli Stati Uniti: per quanto concerne la quantità e la qualità delle opere esposte vanno sicuramente ricordate la mostra tenutasi nel 1931 presso la Biblioteca Nazionale, quella tenutasi all'Orangerie des Tuileries nel cinquantesimo anniversario della morte dell'artista e quelle tenutesi ad Albi e al Petit Palais di Parigi nel centenario della sua nascita. Fondamentale è stato anche il proseguimento dell'opera di catalogazione di Joyant, operato nel 1971 da Geneviève Dortu con la pubblicazione un catalogo ragionato di 737 dipinti, 4748 disegni ed 275 acquarelli. L'opera grafica è stata invece catalogata a partire dal 1945 da Jean Adhémar e completata dal mercante d'arte Wolfang Wittroock: il corpus grafico, eliminando facsimili e stampe posteriori prive delle iscrizioni, ammonta a ben 334 stampe, 4 monotipi e 30 manifesti.

## Opere

### Dipinti
1878
- Riunione di cavalieri per la caccia all'inseguimento, Albi, Museo Toulouse-Lautrec
- Artigliere che sella il cavallo, Albi, Museo Toulouse-Lautrec

1879
- Il conte Alphonse de Toulouse-Lautrec in veste di falconiere, Albi, casa natale Toulouse-Lautrec

1880
- Alphonse de Toulouse-Lautrec alla guida della sua carrozza, Parigi, Museo del Petit Palais

1881
- Princetau nel suo studio, Collezione Simone e Alan Hartman

1882
- Autoritratto, Albi, Museo Toulouse-Lautrec

1883
- Contessa Adèle de Toulouse-Lautrec, Albi, Museo Toulouse-Lautrec
- Il giovane Routy, Albi, Museo Toulouse-Lautrec
- Il giovane Routy, Monaco, Staatsgemäldesammlungen, Neue Pinakothek
- Gustave Lucien Dennery, Parigi, Museo del Louvre
- Dennery seduto su una strada, visto di fronte, Filadelfia, Philadelphia Museum of Art

1884
- Il lucidatore di marmo, collezione privata
- Rapimento, Albi, Museo Toulouse-Lautrec

1886
- Ritratto di Émile Bernard , Londra, Tate Gallery
- François Gauzi, Tolosa, Musée des Augustins
- La Blanchisseuse, collezione privata
- La contessa Adèle de Toulouse-Lautrec nel salone del Château de Malromé, Albi, Museo Toulouse-Lautrec

1887
- Au Cirque: dans les coulisses, Newark, NJ, Newark Museum
- Coppia nuda, donna seduta, Albi, Museo Toulouse-Lautrec
- La trapezista (1887-1888), Cambridge (MA), Fogg Art Museum
- Polvere di riso (Poudre de Ritz), Amsterdam, Rijksmuseum Vincent van Gogh
- Ritratto di Van Gogh, Laren, collezione V.W. van Gogh,
- Gueule de bois, conservata nel Fogg Art Museum

1888
- Al circo Fernando, Chicago, The Art Institute
- Addestramento delle nuove arrivate da parte di Valentin le Désossé (Ballo al Moulin Rouge) (1889-1890), Filadelfia, Philadelphia Museum of Art
- Il cavallo da tiro della Omnibus Company, Parigi, collezione Dubourg
- Mme Lili Grenier, New York, The Museum of Modern Art
- Giorno della prima comunione, Tolosa, Musée des Augustins

1889
- Ballo al Moulin de la Galette, Chicago, The Art Institute
- Ragazza con la pelliccia (1889-1891), Svizzera, collezione privata
- Studio di Héléne Vary, Brema, Kunsthalle
- Justine Dieuhl, Parigi, Museo d'Orsay
- La toilette, Parigi, Museo d'Orsay

1890
- Désiré Dihau, Albi, Museo Toulouse-Lautrec
- Donna che fuma una sigaretta, New York, Brooklyn Museum
- Le Promenoir: la convoitise, collezione privata
- Mademoiselle Dihau al piano, Albi, Museo Toulouse-Lautrec

1891
- A la mie, Boston, Museum of Fine Arts
- Louis Pascal, Albi, Museo Toulouse-Lautrec
- Paul Sescau, New York, Brooklyn Museum
- Il dottor Péan mentre opera, Williamstown (Massachusetts), Sterling and Francine Clark, Art Institute

1892
- A letto, collezione privata
- Alla Gaieté Rochechouart: Nicolle, Zurigo, Kunsthaus
- Al Moulin Rouge, (1892-1893), Chicago, Art Institute
- Al Moulin Rouge, l'inizio della quadriglia, Washington, National Gallery of Art
- Al Nouveau Cirque, la clownessa dai cinque sparati, Filadelfia, Philadelphia Museum of Art
- Donna dal boa di piume nero, Parigi, Museo d'Orsay
- Jane Avril mentre danza, Parigi, Museo d'Orsay
- Jane Avril entra al Moulin Rouge, Londra, The Courtauld Institute Galleries
- La Goulue entra al Moulin Rouge, New York, Museum of Modern Art

1893
- Al Salon: il divano, San Paolo del Brasile, Museu de Arte
- Granchio nella sabbia, Nancy, Museo delle Belle Arti
- La ruota, San Paolo del Brasile, Museu de Arte
- Monsieur Boileau, Cleveland, The Cleveland Museum of Art
- Monsieur Delaporte ai Jardin de Paris, Copenaghen, Ny Carlsberg Glyptotek
- Gabriel Tapié de Célyran in un corridoio di teatro, Albi, Museo Toulouse-Lautrec
- Studio per Jane Avril, collezione privata
- Yvette Guilbert, Parigi, Museo del Louvre

1894
- Al Salon di rue des Moulins, Albi, Museo Toulouse-Lautrec
- Al Salon di rue des Moulins (replica), Albi, Museo Toulouse-Lautrec
- All'Ambassador-cantante al caffè-concerto, Copenaghen, Statens Museum for Kunst
- Donna che s'infila le calze, Parigi, Museo d'Orsay
- Goya:Tauromachia, Nancy, Museo delle Belle Arti
- I guanti neri di Yvette Guilbert, Albi, Museo Toulouse-Lautrec
- Il sofa, (1894-1895), New York, The Metropolitan Museum of Art Roger Fund
- La visita medica: prostituta bionda, Parigi, Museo d'Orsay
- Yvette Guilbert canta "Linger, Longer, Loo", Mosca, Museo Puškin delle belle arti
- Yvette Guilbert, Albi, Museo Toulouse-Lautrec

1895
- A tavola dai Natanson, Houston, Museum of Fine Arts
- Ballo al Moulin Rouge, La Goule e Valentin le Désossé, Parigi, Museo d'Orsay
- Cha-U-Kao in camerino, Parigi, Museo del Louvre
- La danza Moresca o le Almee, Parigi, Museo d'Orsay
- La clownessa Cha-U-Kao, Parigi, Museo d'Orsay
- Le due amiche, collezione privata
- Tristan Bernard al velodromo Buffalo, collezione privata

1896
- Ballerina, collezione privata
- Maxime Dethomas al ballo dell'Opera, Washington, National Gallery of Art
- Studio per "La Grande Loge", collezione privata

1897
- Il grande palco (La Grande Loge), Vienna Graphische Sammlung Albertina, Williamstown (Massachusetts), Sterling and Francine Clark, Art Institute
- Nudo di donna con i capelli rossi, accovacciata, San Diego Museum of Art
- Paul Leclerq, Parigi, Museo d'Orsay

1898
- Al circo: il clown ammaestrato, Footit, Copenaghen, Statens Museum for Kunst[33]
- Prostituta: la Sfinge, collezione privata

1899
- In una saletta privata - Al Rat mort, Courtauld Institute Galleries
- Mon gardien, Albi, Museo Toulouse-Lautrec

1900
- La modista - Mlle Louise Blouet, detta d'Enguin, Albi, Museo Toulouse-Lautrec
- Il violinista Dancla, New York, collezione privata
- Mademoiselle Cocyte, Albi, Museo Toulouse-Lautrec
- Messalina scende le scale attorniata da comparse, Los Angeles, Los Angeles County Museum of Art

1901
- Un esame alla Facoltà di Medicina di Parigi, Albi, Museo Toulouse-Lautrec
- L'Ammiraglio Viaud, San Paolo del Brasile, Museu de Arte

### Disegni
1881
- Cocotte: "il curato intento a leggere il breviario", Albi, casa natale Toulouse-Lautrec
- Cocotte: De Profundis, collezione privata
- Cocotte: Tout un concert de rats, collezione privata
- Cocotte: Parfois M. le curé lui portait un morceau de sucre, collezione privata

1882
- Contessa Raymond de Toulouse-Lautrec nata Gabriella Imbert du Bosc, Ottawa, National Gallery of Canada
- Charles de Toulouse-Lautrec, Collezione André Bromberg
- Charles de Toulouse-Lautrec, Albi, Museo Toulouse-Lautrec
- Charles de Toulouse-Lautrec, Ottawa, National Gallery of Canada
- Charles de Toulouse-Lautrec mentre legge Le Figaro, collezione privata
- Emile de Toulouse-Lautrec, Monaco, Staatliche Graphische Sammlung

1883
- Il giovane Routy, Albi, Museo Toulouse-Lautrec
- Studio di nudo, Albi, Museo Toulouse-Lautrec
- Coppia nuda, donna seduta (studio accademico), Albi, Museo Toulouse-Lautrec
- Dennery seduto su una sedia, Filadelfia, Philadelphia Museum of Art, The Henry P.McIlhenny Collection

1886
- Contessa Adèle de Toulouse-Lautrec, Albi, Museo Toulouse-Lautrec
- La Contessa Adèle de Toulouse-Lautrec, Albi, Museo Toulouse-Lautrec
- La vendemmia, Copenaghen, Statens Museum for Kunst
- Uomo con barba e mani intrecciate, Albi, Museo Toulouse-Lautrec

1887
- Sulla strada: "Quanti anni hai piccola?", Williamstown (Massachusetts), Sterling and Francine Clark Art Institute

1888
- Postumi di sbornia (Gueule de Bois), Albi, Museo Toulouse-Lautrec
- Studio per "la lavandaia", Albi, Museo Toulouse-Lautrec

1891
- Il chirurgo Péan, testa di profilo, collezione privata

1893
- Yvette Guilbert, Parigi, Musée du Louvre, Département des Arts Graphiques, Fonds du Musée d'Orsay
- Yvette Guilbert con un braccio alzato, Parigi, Musée du Louvre, Département des arts graphiques, Fonds du Musée d'Orsay

1894
- Yvette Guilbert saluta il pubblico, Albi, Museo Toulouse-Lautrec

1896
- Chocolat dansant, Albi, Musée de Toulouse-Lautrec
- Caricatura di Félix Fénéon, New York, collezione John Rewald

1898
- Tristan Bernard, Parigi, Biblioteca Nazionale, Dipartimento delle Stampe
- Caricatura di Henri Rochefort, Londra, collezione Mr Renate Gross

1899
- Al Circo: acrobazia, Williamstown (Massachusetts), Sterling and Francine Clark Art Institute
- Al Circo: cavallerizza di alta scuola - il saluto, San Francisco, The Fine Arts Museums
- Al Circo: cavallo e scimmia ammaestrati, Chicago, The Art Institute
- Al Circo: cavallo eretto, San Francisco, The Fine Arts Museums
- Al Circo: prova di scena, New York, collezione privata
- Giovane acrobata nell'arena, Parigi, Museo del Petit Palais

1900
- Mademoiselle Cocyte, Chicago, The Art Institute

### Manifesti e litografie
1891
- Moulin Rouge-La Goulue, Londra, Victoria and Albert Museum, Bruxelles, Musée d'Ixelles

1892
- Al Moulin Rouge, La Goulue e sua sorella, Londra, collezione Josefowitz, Copenaghen, Statens Museum for Kunst
- L'inglese al Moulin Rouge, Londra, collezione Josefowitz, Copenaghen, Statens Museum for Kunst
- Aristide Bruant all'Ambassadeurs, Albi, Museo Toulouse-Lautrec, Sheffield, City Art Galleries
- Reine de Joie, Parigi, Musée de l'Affiche et de la Publicité

1893
- Aristide Bruant nel suo cabaret, Parigi, Museo di Montmartre
- Alla Renaissance: Sarah Bernhardt in "Fedra", Zurigo, Kunsthaus
- L'Estampe originale, copertina, collezione privata
- Les Vieilles Histoires, Zurigo, Kunsthaus
- Un galà al Moulin Rouge, Parigi, Biblioteca Nazionale
- Jane Avril al Jardin de Paris, Londra, British Museum, Bruxelles, Musée d'Ixelles
- Divan Japonaise, Londra, British Museum, Bruxelles, Musée d'Ixelles
- Il palco dal mascherone dorato, Londra, British Museum, Londra, collezione Josefowiz
- Loie Fuller, Londra,
  - stampata in 3 colori, Londra, British Museum,
  - stampata in 5 colori con lumeggiature in polvere d'oro, Baltimora, The Baltimore Museum of Art
  - stampata in diversi colori Chicago, collezione DR e Mrs Maertin L. Gecht
  - stampata in 7 colori con lumeggiature in polvere de'oro, New York, The Brooklyn Museum
  - stampata in diversi colori lumeggiata in polvere d'oro e argento, Berna, E.W.K.

1894
- Réjane e Galipaux in "Madame Sans-Gêne", Londra, British Museum, Copenaghen, Statens Museum for Kunst
- La Goule, Copenaghen, Statens Museum for Kunst
- Lugné-Poe in "L'Image", Copenaghen, Statens Museum for Kunst, Williamstown (Massachusetts), Sterling and Francine Clark, Art Institute
- Yvette Guilbert, album di 16 litografie, collezione Josefowitz
- Eros sfinito, Parigi, Biblioteca Nazionale

1895
- Busto di Mademoiselle Marcelle Lender, Londra, British Museum, Copenaghen, Statens Museum for Kunst
- L'Argent, Copenaghen, Statens Museum for Kunst
- La Revue Blanche, collezione privata
- Miss May Belfort (grande tavola), Berna, E.W.K.
- Miss May Belfort mentre saluta, Parigi, Biblioteca Nazionale
- Miss May Belfort con i capelli sciolti, Amsterdam, Rijksprentenkabinet
- May Milton, Parigi, Musée de l'Affiche et de la Publicité
- Mademoiselle Polar, Chicago, The Art Institute
- P.Secau fotografo, Parigi, Musée de l'Affiche e de la Publicité

1896
- Elles, album di litografie, Londra, British Museum, Londra, collezione Josefowiz
- Il balletto di Madamoiselle Englantine, Londra, Victoria and Albert Museum, Bruxelles, Musée d'Ixelles
- La passeggera del numero 54 - Passeggiata in yacht, Parigi, Musée de l'Affiche e de la Publicité
- Wilde e Coolus, Parigi, Biblioteca Nazionale

1897
- Al Bois, Parigi, collezione privata
- Il buon incisore - Adolphe Albert, collezione Josefowitz
- Histoires naturelles de Jules Renard, 23 litografie, Parigi Biblioteca Nazionale
- La clownessa al Moulin Rouge, Londra, collezione Josefowitz, Parigi, Biblioteca Nazionale
- Il grande palco (La Grande Loge), Vienna, Graphische Sammlung Albertina, Williamstown (Massachusetts), Sterling and Francine Clark, Art Institute
- L'automobilista, Berna, E.W.K.

1899
- Il fantino, Parigi, collezione privata
- La cantante Dolly dello Star, Le Havre, San Paolo del Brasile, Museu de Arte
- Le paddok, Parigi, Biblioteca Nazionale
- La gitana, Albi, Museo Toulouse-Lautrec
- Jane Avril, Parigi, Biblioteca Nazionale

## Nella cultura di massa
lista incompleta

### Cinema
- Cortometraggio - Toulouse-Lautrec di Robert Hessens (1950)
- Film - Pictura di Ewald André Dupont, Luciano Emmer, Robert Hessens, Enrico Gras, Alain Resnais, Marc Sorkin e Lauro Venturi (1951)
- Film - Moulin Rouge di John Huston (1952)
- Film - Lautrec di Roger Planchon (1998)
- Film - Moulin Rouge! di Baz Luhrmann (2001)
- Documentario - Toulouse-Lautrec: The Full Story di Waldemar Januzczak (2006)

### Televisione
- Serie TV - Moulin Rouge, a vida de Toulouse-Lautrec di Geraldo Vietri (1963)